# Rugby Europe Women's Championship
El Rugby Europe Women's Championship es un torneo internacional de selecciones nacionales femeninas de rugby que organiza Rugby Europe.

## Historia
El primer campeonato europeo femenino se disputó en 1995, aunque el rugby femenino ya contaba con el antecedente de la Women's European Cup disputada en Francia en 1988.

## Participantes

### Torneo 2025
- España
- Países Bajos
- Portugal
- Suecia

## Campeonatos
| Edición | Año  | Campeón                                    | 2.º puesto                                 |
| ------- | ---- | ------------------------------------------ | ------------------------------------------ |
| I       | 1995 | España                                     | Francia                                    |
| II      | 1996 | Francia                                    | España                                     |
| III     | 1997 | Inglaterra                                 | Escocia                                    |
| -       | 1998 | No disputado debido a la Copa Mundial 1998 | No disputado debido a la Copa Mundial 1998 |
| IV      | 1999 | Francia                                    | España                                     |
| V       | 2000 | Francia                                    | España                                     |
| VI      | 2001 | Escocia                                    | España                                     |
| VII     | 2002 | Italia                                     | Suecia                                     |
| VIII    | 2003 | España                                     | Francia                                    |
| IX      | 2004 | Francia                                    | España                                     |
| X       | 2005 | Italia                                     | Países Bajos                               |
| XI      | 2006 | Italia                                     | Países Bajos                               |
| XII     | 2007 | Inglaterra                                 | Francia                                    |
| XIII    | 2008 | Inglaterra                                 | Gales                                      |
| XIV     | 2009 | Suecia                                     | Escocia                                    |
| XV      | 2010 | España                                     | Italia                                     |
| XVI     | 2011 | Inglaterra                                 | España                                     |
| XVII    | 2012 | Inglaterra                                 | Francia                                    |
| XVIII   | 2013 | España                                     | Samoa                                      |
| XIX     | 2014 | Países Bajos                               | Bélgica                                    |
| XX      | 2015 | Bélgica                                    | Suiza                                      |
| XXI     | 2016 | España                                     | Países Bajos                               |
| -       | 2017 | No disputado debido a la Copa Mundial 2017 | No disputado debido a la Copa Mundial 2017 |
| XXII    | 2018 | España                                     | Países Bajos                               |
| XXIII   | 2019 | España                                     | Países Bajos                               |
| XXIV    | 2020 | España                                     | Rusia                                      |
| XXV     | 2022 | España                                     | Rusia                                      |
| XXVI    | 2023 | España                                     | Países Bajos                               |
| XXVII   | 2024 | España                                     | Países Bajos                               |
| XXVIII  | 2025 | España                                     | Países Bajos                               |

## Posiciones
- Número de veces que los equipos ocuparon cada posición en todas las ediciones.

| Equipo       | Campeón | 2.º puesto |
| ------------ | ------- | ---------- |
| España       | 12      | 5          |
| Inglaterra   | 5       | 1          |
| Francia      | 4       | 4          |
| Italia       | 3       | 1          |
| Países Bajos | 1       | 8          |
| Escocia      | 1       | 2          |
| Suecia       | 1       | 1          |
| Bélgica      | 1       | 1          |
| Rusia        |         | 2          |
| Gales        |         | 1          |
| Suiza        |         | 1          |
| Samoa        |         | 1          |